# 可動橋

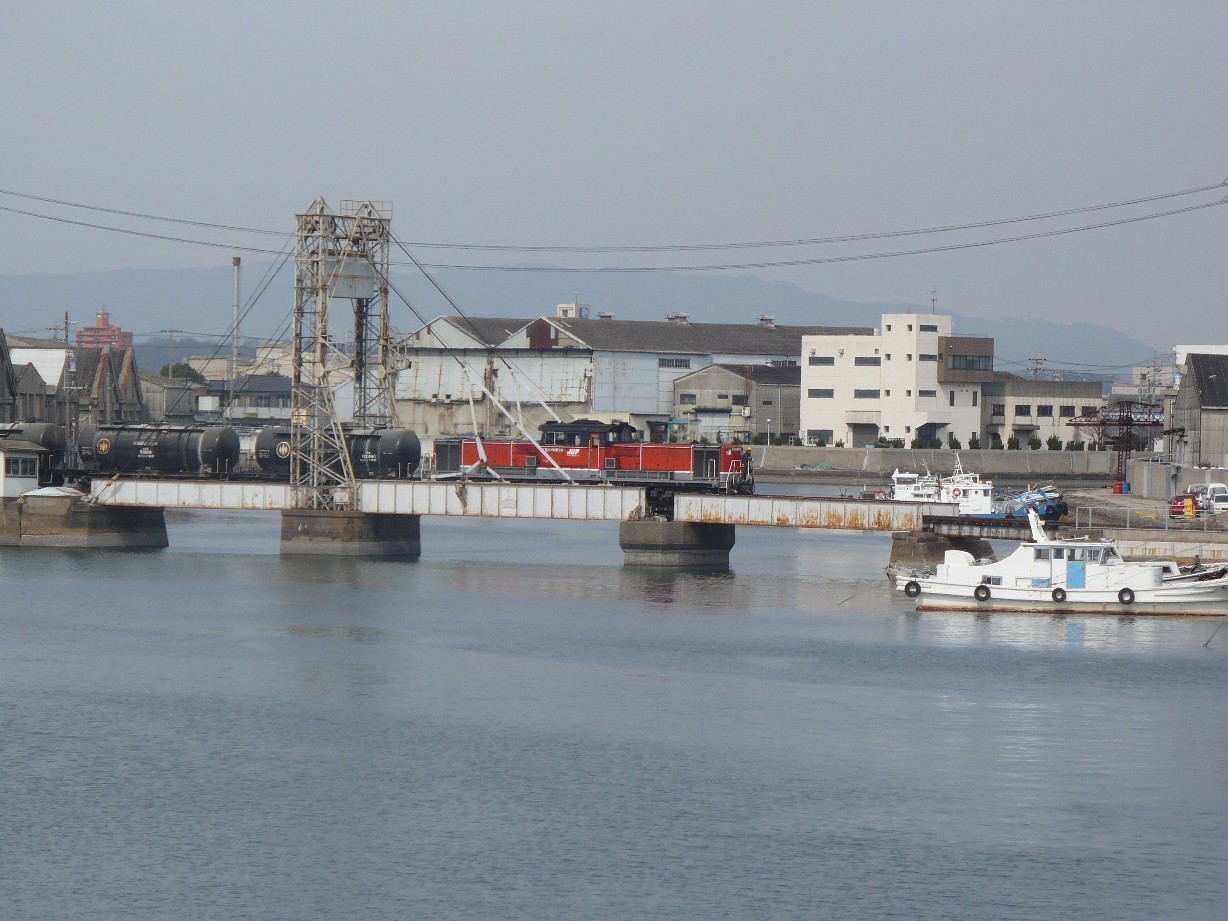
末広橋梁。可動橋として日本初の登録有形文化財である

可動橋（かどうきょう、Moveable bridge, Movable bridge）とは、一部または全体が移動することのできる橋である。架橋により水上交通が妨げられる場合、橋を移動することで船舶の交通を可能にする。かつては橋を渡る側が馬車など非力な物や、架橋技術の低さから橋桁を高い位置に設計することができず利用された方式である。
城門に付属する跳ね橋や、フェリーなどへの積載の際に用いる可動の桟橋も、広義には可動橋に含まれるが、通常は橋桁が動くことにより航路を確保している橋のことをいう。特に、海抜が低く水運の盛んなオランダには、多くの可動橋が存在し、動作回数も多い。
航路を確保する場合に陸上側の交通が遮断されることや、可動部の保守に手間がかかること、架橋技術の進歩で桁下の空間が大きくとれるようになったことなどから新規の架橋は少ない。

## 可動橋の分類
以下に主な可動橋の分類を示す。希少な構造のものについては定訳語がなく概念に混乱がみられる場合がある（一例として、英語での「Submersible bridge」は日本語に直訳すると「可潜橋」となるが一般的ではなく、「潜水橋」では別の構造の橋になってしまう。本稿では降開橋と表現する）。

### 一般的な構造

#### 旋回橋

旋回橋の稼働概念
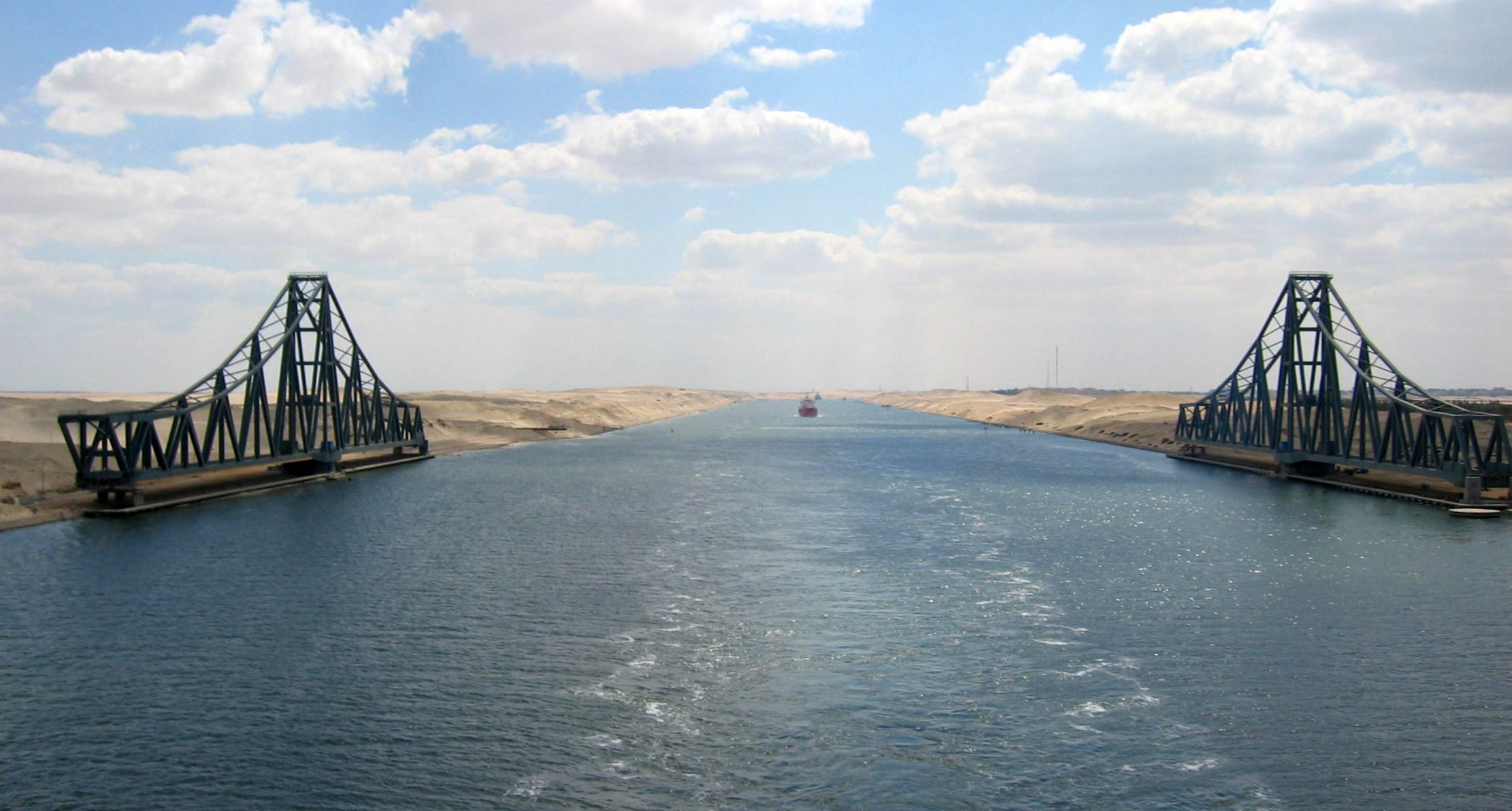
エル・フェルダン鉄道橋

旋回橋（せんかいきょう、Swing bridge）とは橋桁が水平方向に回転する橋、回旋橋、旋開橋とも呼ぶ。概念図では軸が中心にあるが、軸が片側の岸にあり扇のように動く旋回橋も存在する。世界最大級の旋回橋はスエズ運河に架かるエル・フェルダン鉄道橋（支間340メートル）で、第三次中東戦争で破壊されたあと、2001年に再建されたものである。

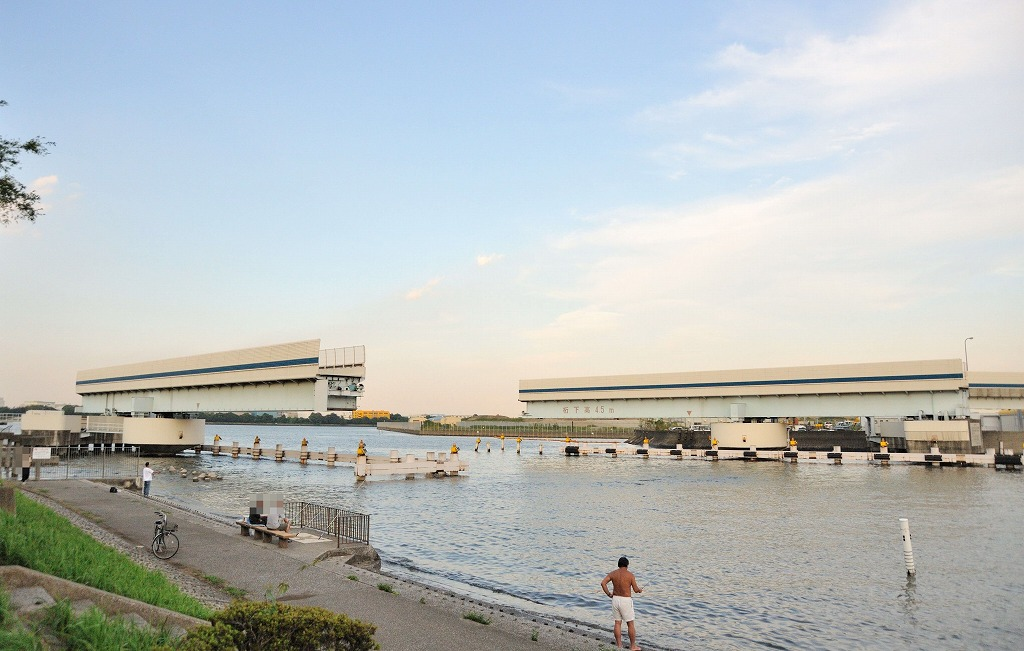
羽田旋回橋

日本では有名観光地の天橋立にあるものが知られている。東京都大田区海老取川には「羽田可動橋」（首都高速羽田線）があるが、1998年以降は使用されていない。富山県黒部市生地には橋の片側を軸として回転する旋回式可動橋「生地中橋」がある（元々は昇降式可動橋であった）。また大阪港には非常時の際に大型船舶が通れる様に浮体式の「夢舞大橋」があり、兵庫県尼崎市にある尼崎閘門（尼ロック）内には作業用車両が通行する際に使用する管理橋が左右に開く旋回橋となっている（普段は開橋状態になっている）。

#### 昇開橋

昇開橋の稼働概念
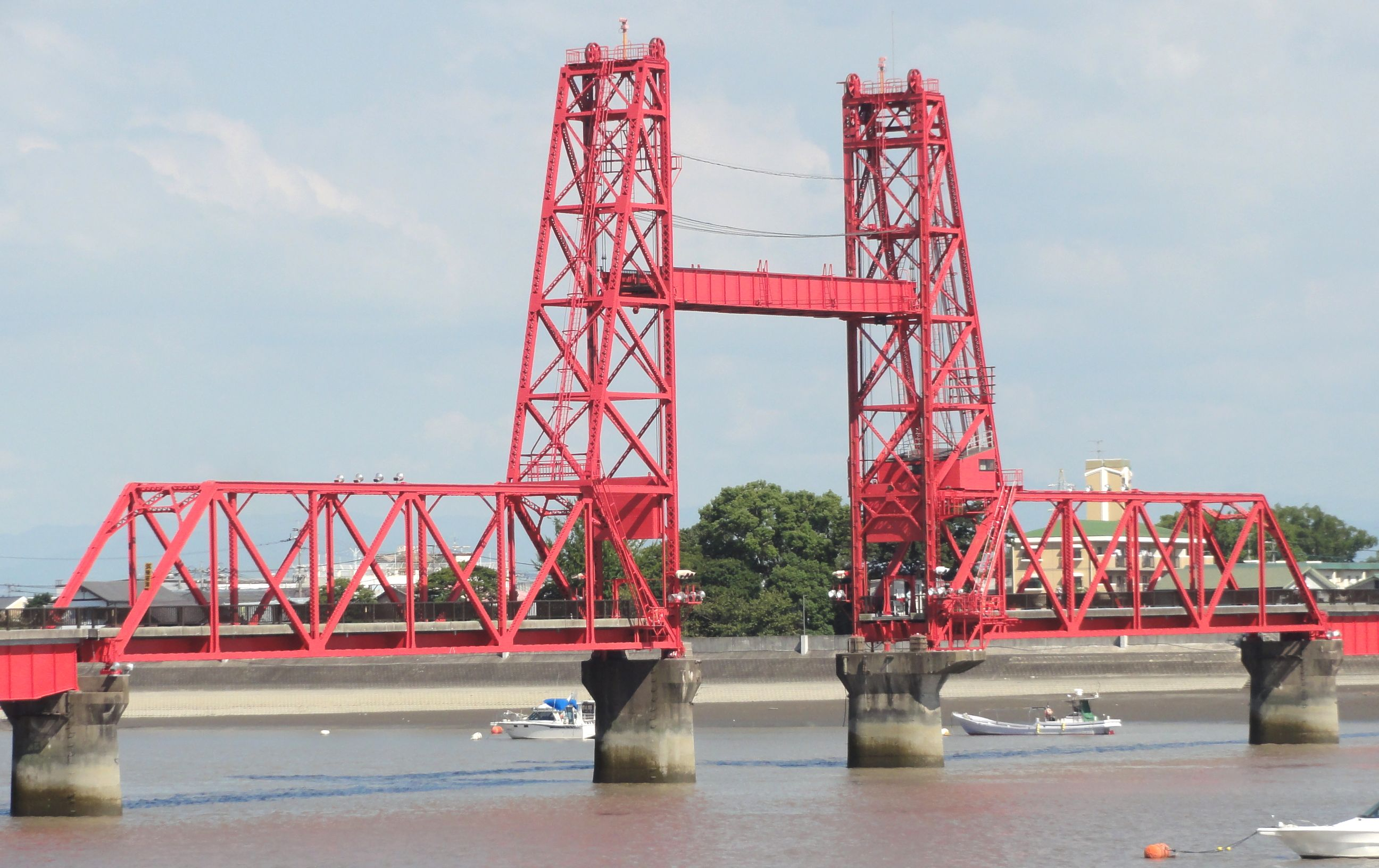
筑後川昇開橋

昇開橋（しょうかいきょう、Lift bridge）とは両岸に鉄塔を設け、橋桁全体を上昇させる橋。大型船舶が通行する際に通路を開くようにつくられたものである。
この方式を採っている著名な橋には旧国鉄佐賀線の筑後川橋梁（筑後川昇開橋）やアメリカ合衆国ミネソタ州ダルース市のエアリアル橋などがある。前者は日本国の重要文化財に、後者はアメリカ合衆国の国家歴史登録財にそれぞれ指定されている。茨城県日立市にある2か所の横断歩道橋（河原子歩道橋・水木歩道橋）は、同市内にある日立製作所工場で製造された大型の発電機などの輸送の際に障害にならないよう昇開式可動橋になっている。現在日本で昇開橋方式を採用している可動橋で最大なのは徳島県にある加賀須野橋である。

##### テーブル橋

テーブル橋の稼働概念
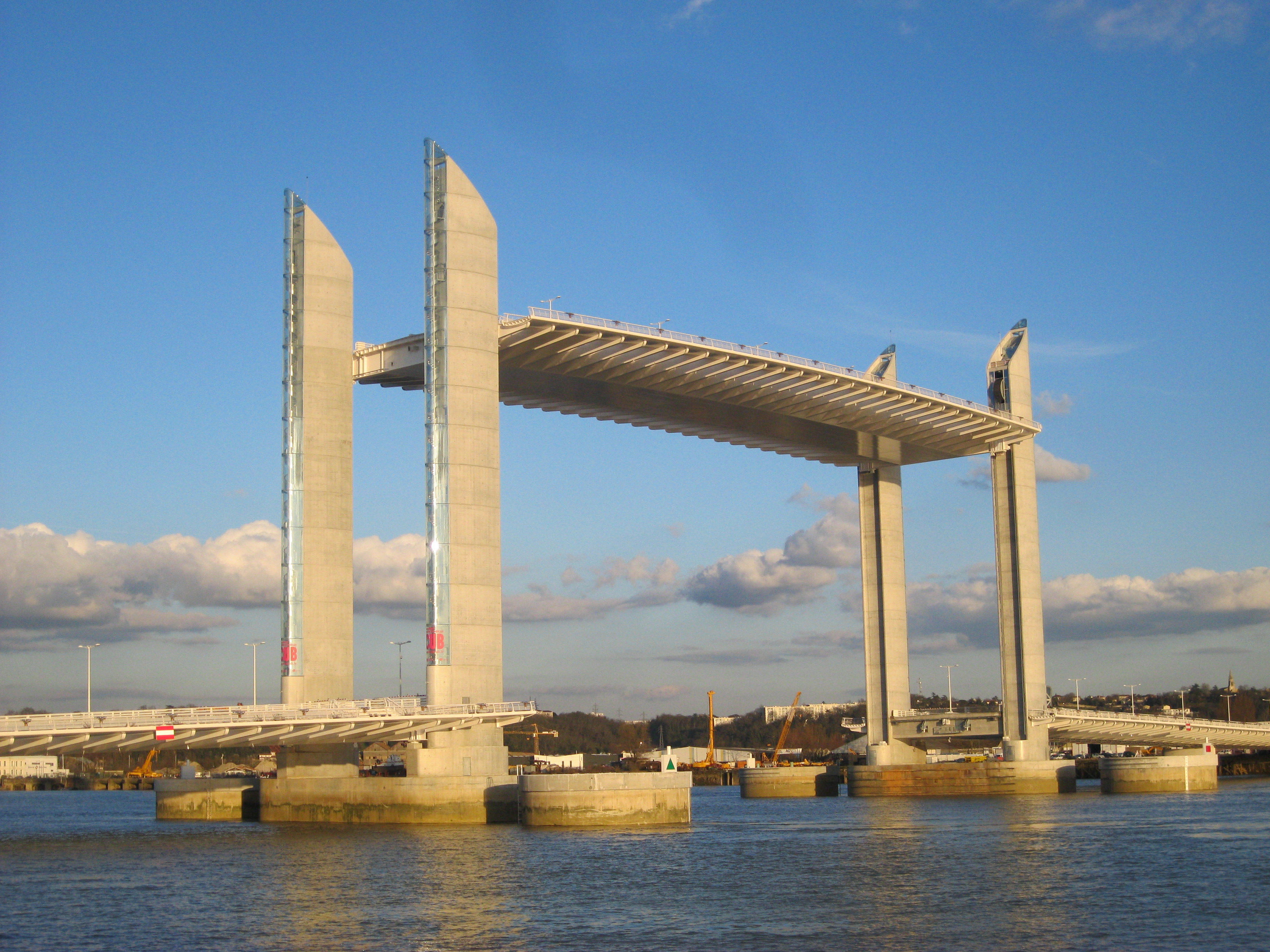
シャバンデルマ橋(英語版)

テーブル橋（Table bridge）は、昇開橋の一種。通常の昇開橋の場合、昇開部の両側にはタワーがあり橋桁はそれに沿って引き上げられるものが一般的である。テーブル橋の場合は橋脚部に格納された柱によって橋桁が押し上げられるようになっているところが異なる。そのため、テーブル橋は、橋が陸上交通側に開いている時には一見したところ可動橋ではない普通の橋と見かけがほとんど違わない。テーブル橋という名前は、橋が水上交通の側に開いている場合に、天板と足によって構成されるテーブルのように見えるところから名づけられた。

#### 跳開橋
跳開橋（ちょうかいきょう、Bascule bridge）とは橋桁が跳ね上がる橋（跳ね橋）。分かれる時に片側だけ持ち上がる一葉跳開橋と橋桁の中央から観音開きになる二葉跳開橋がある。城郭の堀などに備えられているものなど古くからの典型的な可動橋のひとつであるが、当初は防御のために陸路を遮断するためのものであり、水運を確保することは主目的ではなかった。日本でも、堀をめぐらした都市・市街地などで防犯目的の跳ね橋を備えているところがあった。
近代的な水運確保目的の可動橋には、片開きのものと両開きのものと両方がある。東京都中央区隅田川の勝鬨橋、ロンドンのタワーブリッジが有名。また三重県四日市市千歳運河の末広橋梁は重要文化財に指定されている。
愛媛県大洲市の長浜大橋は日本で現存する道路開閉橋としては最古。

跳ね橋の稼働概念
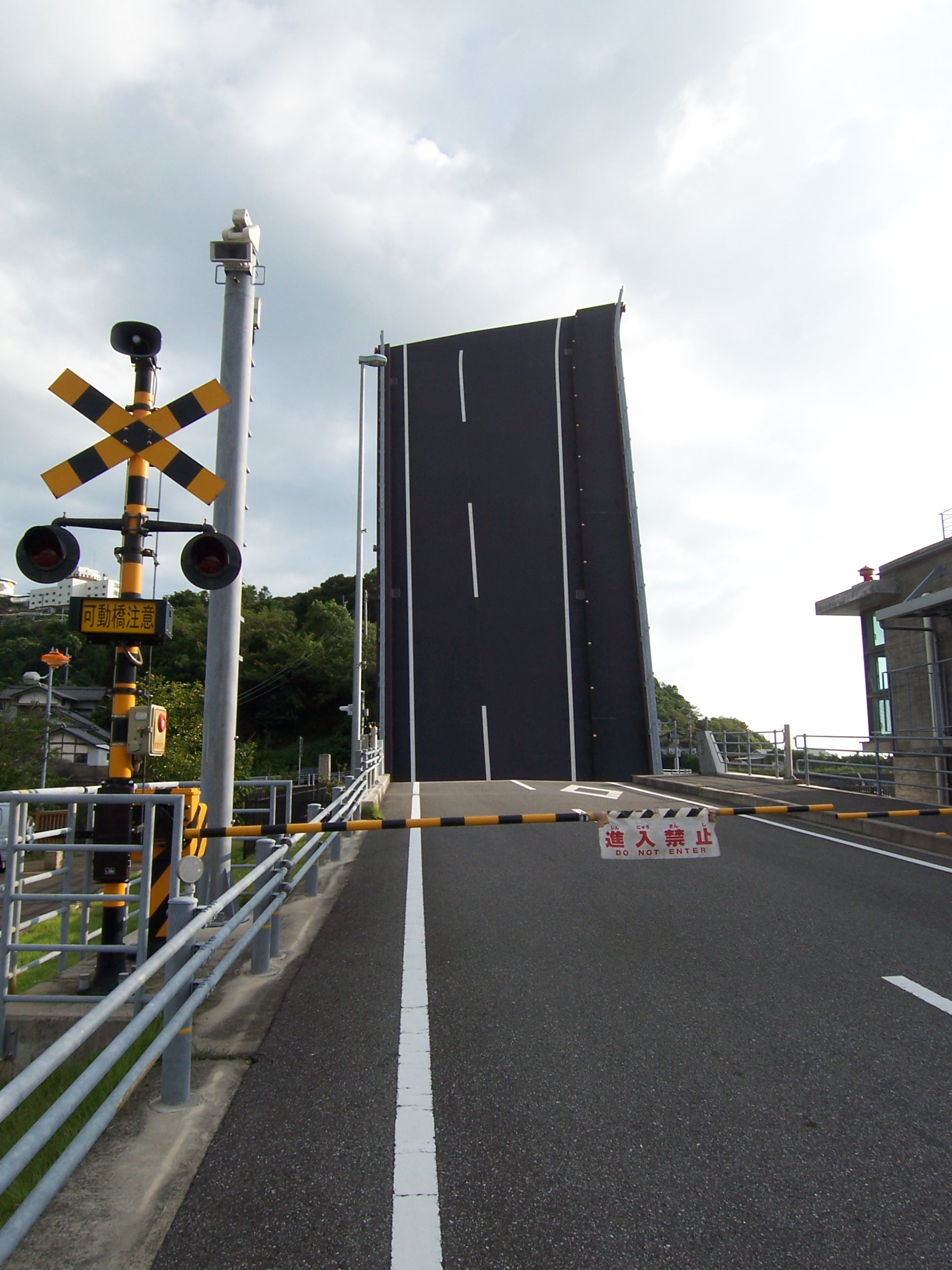
手結港可動橋 (香南市)
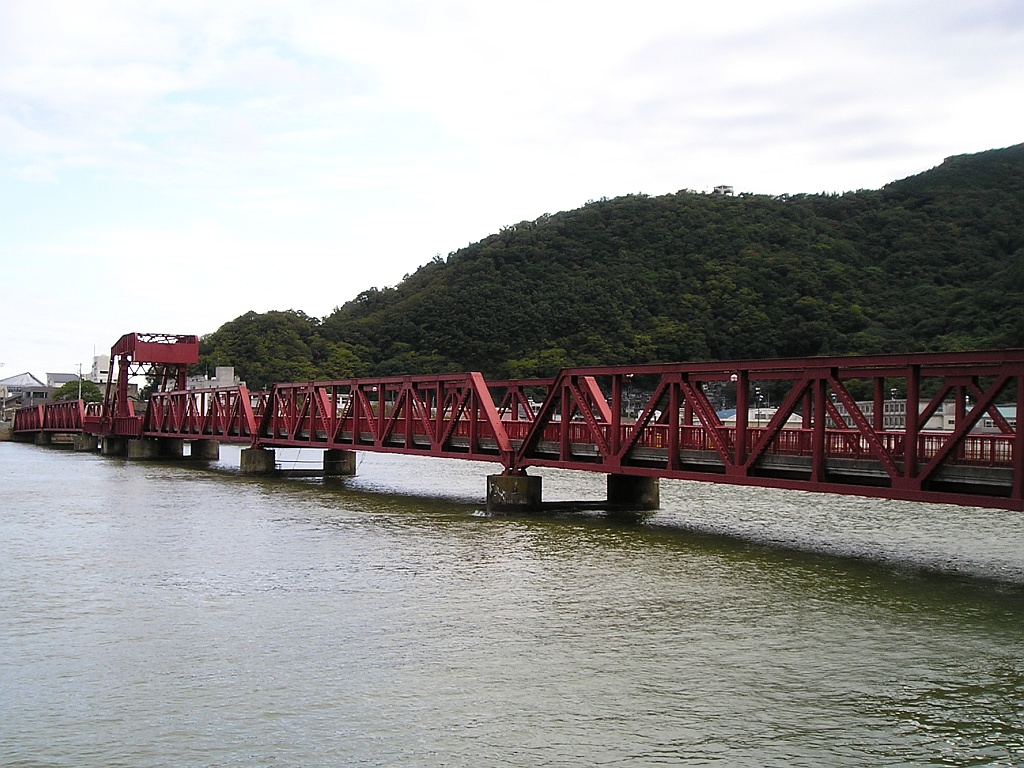
長浜大橋(肱川)
跳開橋の稼働概念
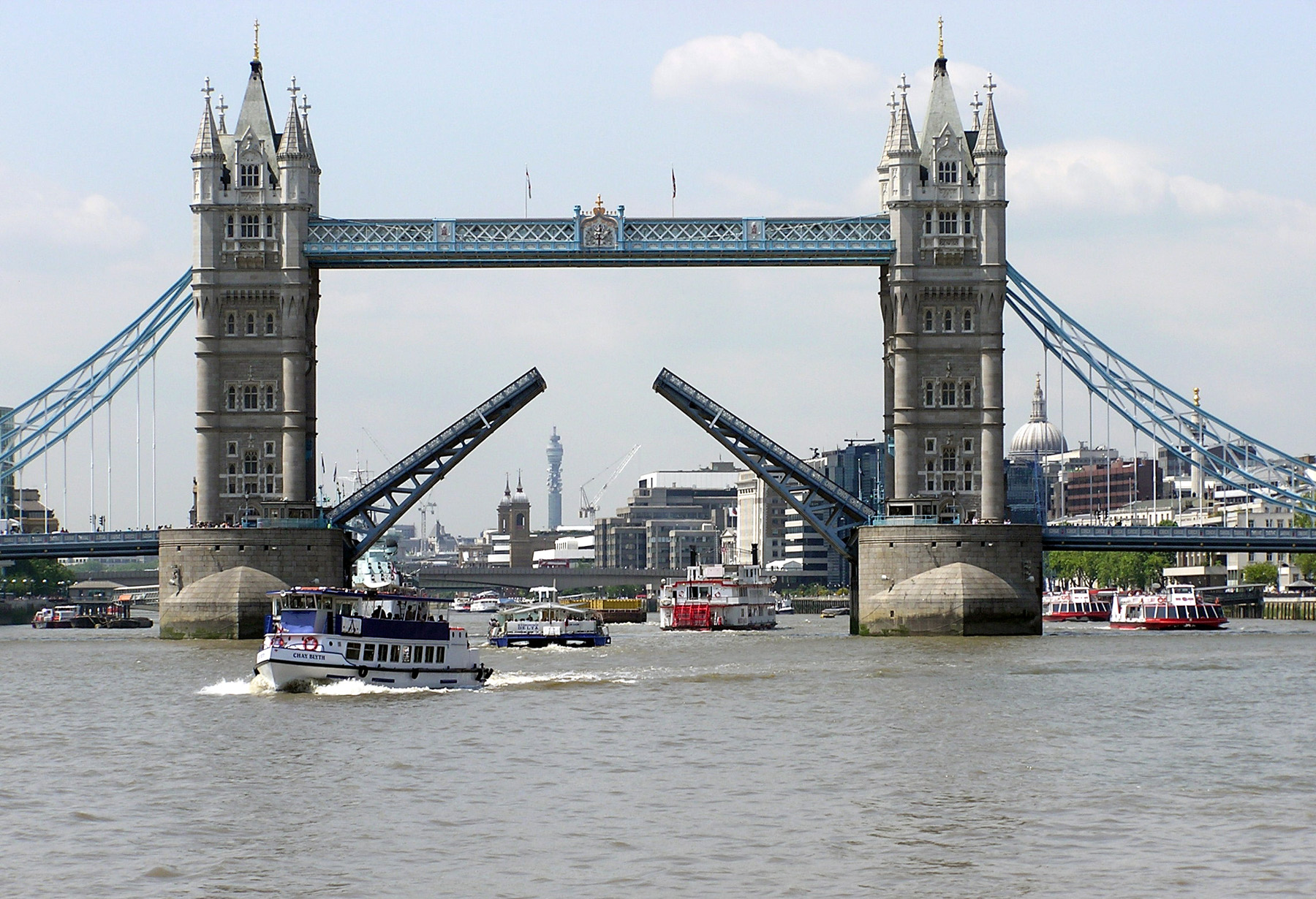
タワーブリッジ
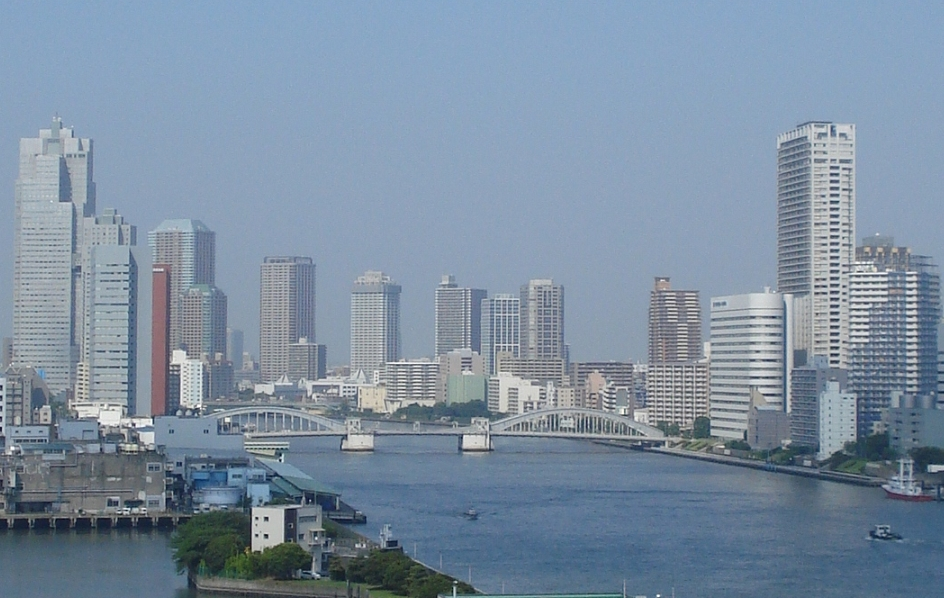
勝鬨橋(隅田川)

##### 転造跳開橋

転造跳開橋の稼働概念
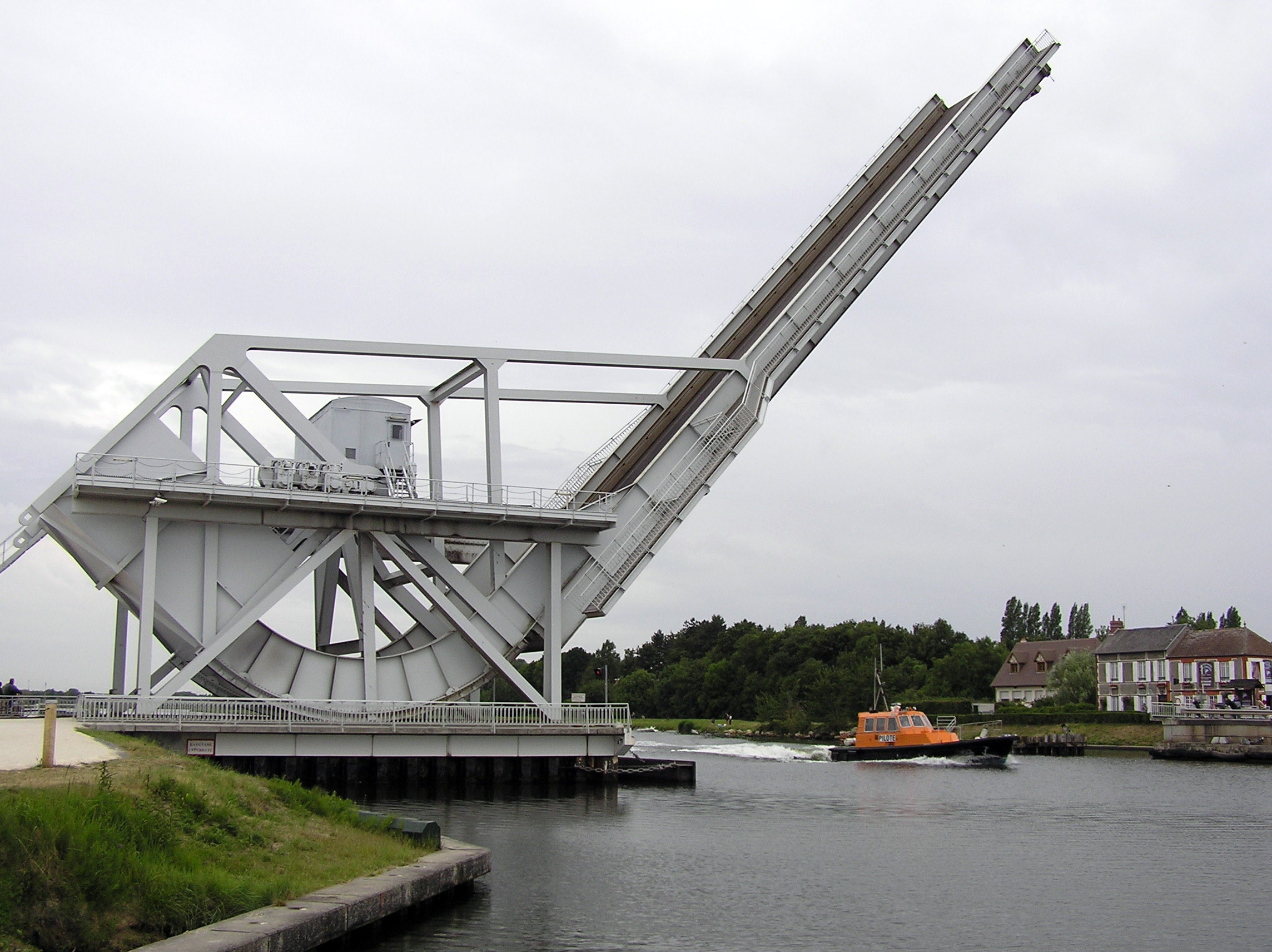
ペガサス橋

転造跳開橋（てんぞうちょうかいばし、Rolling bascule bridge）は、跳開橋の一種だが、可動部分の設計に特徴があり、時として跳開橋のサブカテゴリとして分けて扱われる。通常の跳開橋の場合、可動部分は軸を中心に上に旋回するが、このタイプでは軸を持たず、ラック・アンド・ピニオンによって支持されている。
代表的なものにフランスのカエン運河にかかるペガサス橋がある。

#### 引込橋

引込橋の稼働概念
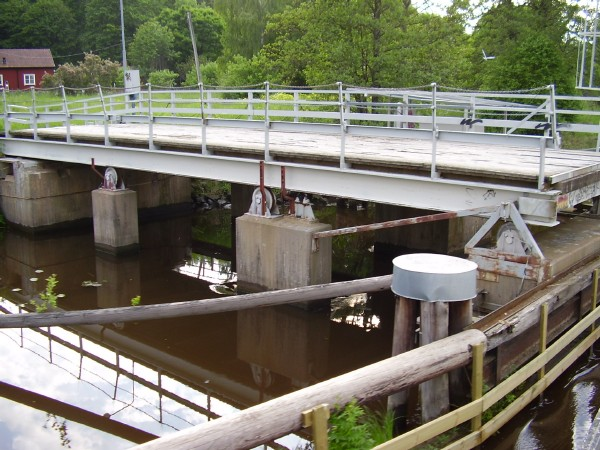
引込橋（→側面側）

引込橋（ひきこみはし、Retractable bridge）とは橋桁を水平移動し固定されている部分に引き込む橋。スラストブリッジ（thrust bridge）、引橋、算盤橋と呼ばれることもある。
中世までさかのぼる歴史を持つ様式であり、レオナルド・ダ・ヴィンチなどもスケッチを残しているが、しかし多用されたわけではない。日本では、福岡県大牟田市の三池港閘門開門時に、両側を結ぶ橋として現存しており、閘門の両側から開閉する。多くの場合、このタイプの可動橋は浮橋として作られた。アメリカ合衆国のニューヨークにはブルックリンのキャロル・ストリート・ブリッジとクィーンズのボーデン・アヴェニュー・ブリッジの2橋が残っている。

#### 運搬橋

運搬橋の稼働概念
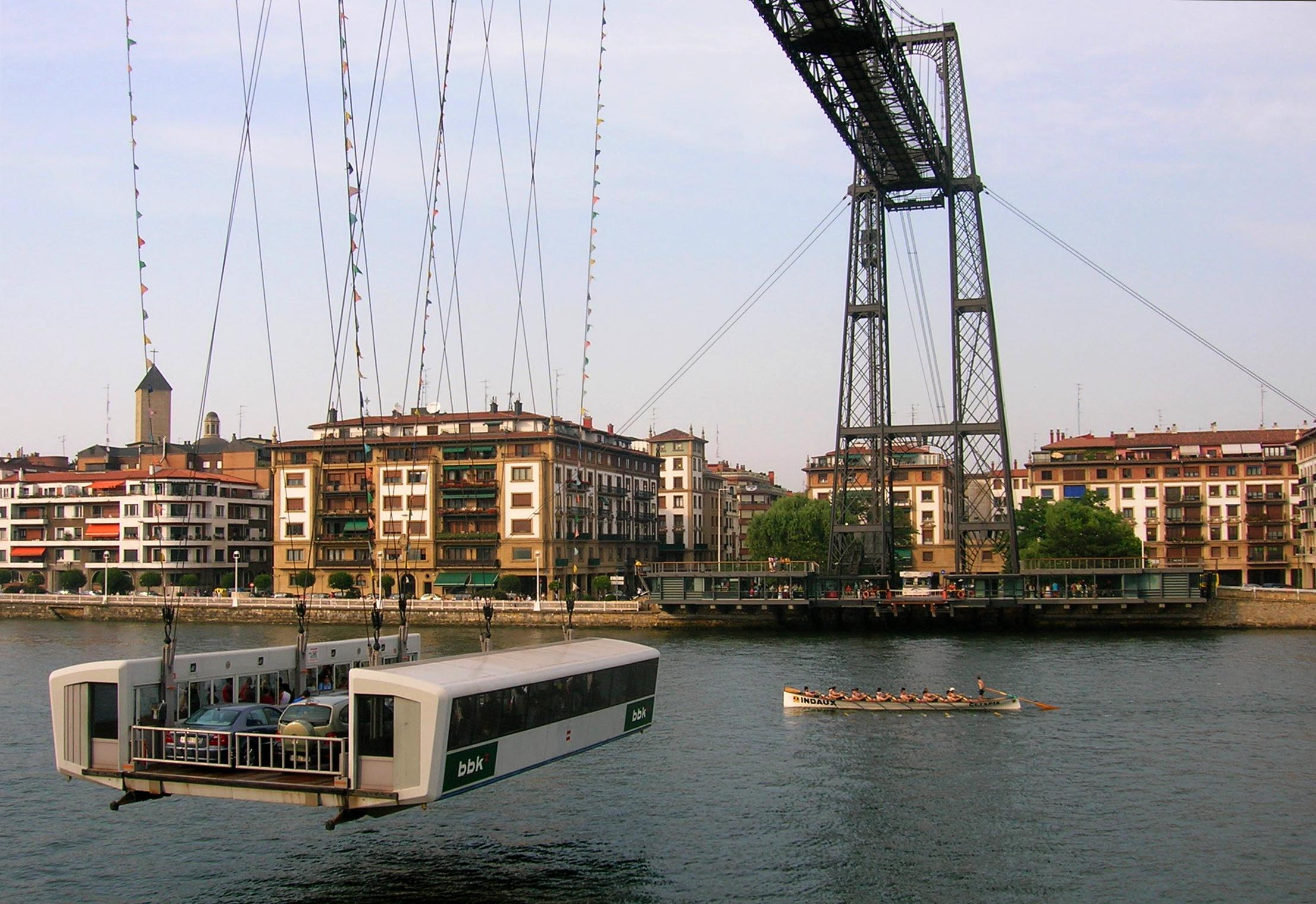
ビスカヤ橋

運搬橋（うんぱんきょう、Transporter bridge）は、高い位置に桁を通し、そこからぶら下げたゴンドラで輸送を行うタイプの可動橋。高い位置に橋桁を通すため水上交通にとって邪魔になりにくく、低い位置にゴンドラの床板が来るため陸上交通側が勾配を昇らないで済む。しかしながら輸送は間歇的にならざるを得ず、一般の橋梁のように連続的な交通が確保できないため、輸送力に劣る。そのため、架橋技術の向上や陸上交通側の技術革新に伴い不便なものとされるようになり、すたれるに至った。

### 希少な構造
可動橋の中には、特殊な状況に対応するためのものや、新規性を狙ったものなど、特異で希少な構造を持つものがいくつかある。以下のものは希少な構造であり、一般的なものではない。

#### 折畳み橋

折畳み橋の稼働概念
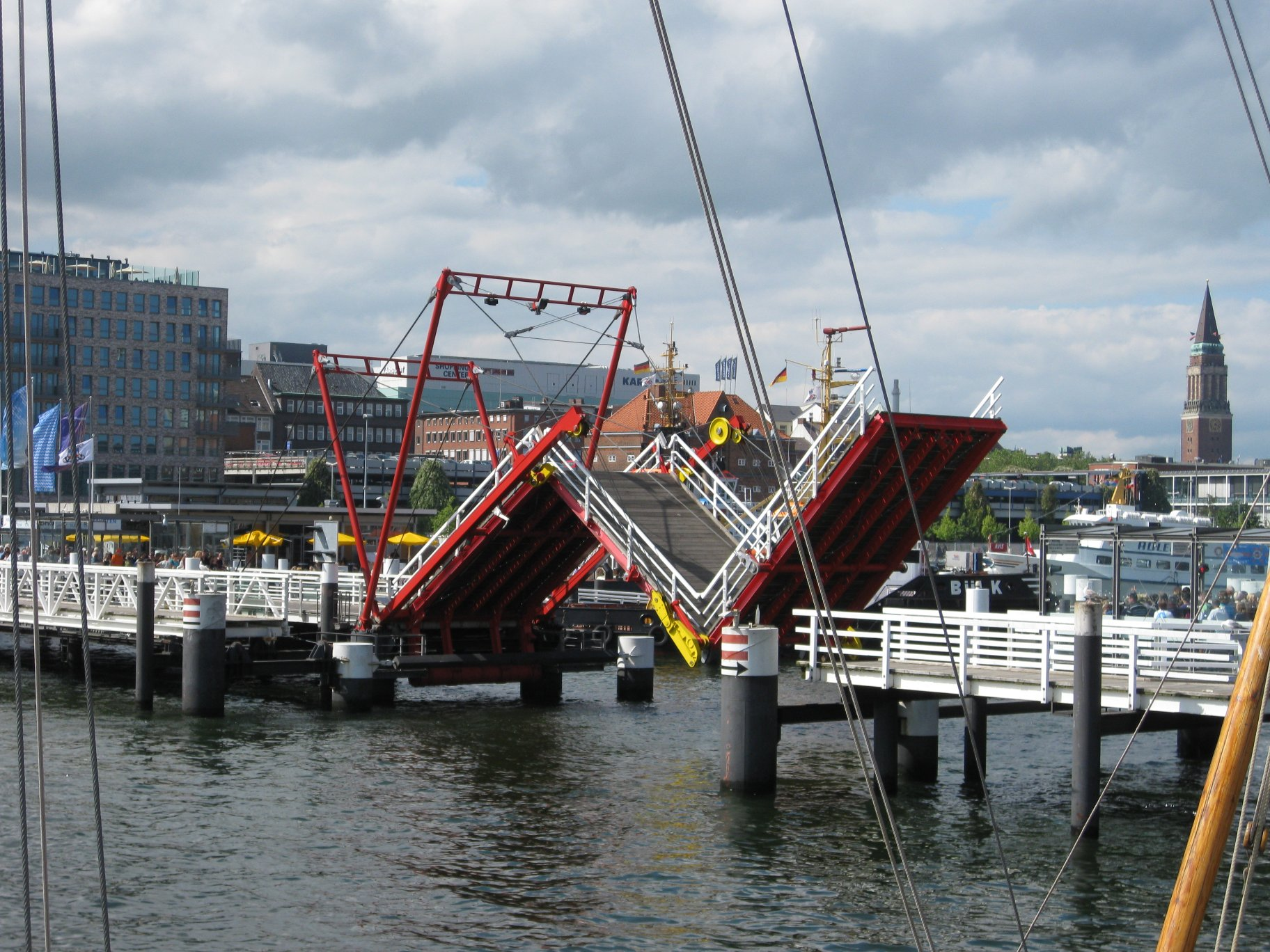
開閉中のHörn Bridge （→架けられた状態）

折畳み橋（おりたたみはし、Folding bridge）とは蝶番でつないだ橋桁をつなぎ、おりたたんで格納する橋。
ドイツのキールにある Hörn Bridge がこのタイプの可動橋である。1997年に作られた全長25.5メートル、幅5メートルの歩道橋で、3連の桁がN字型に折りたたまれるようになっている。非常に珍しいタイプの橋であるため、観光名所ともなっている。ただし、機構的に無理があるらしく、故障も多い。

#### 降開橋

降開橋の稼働概念
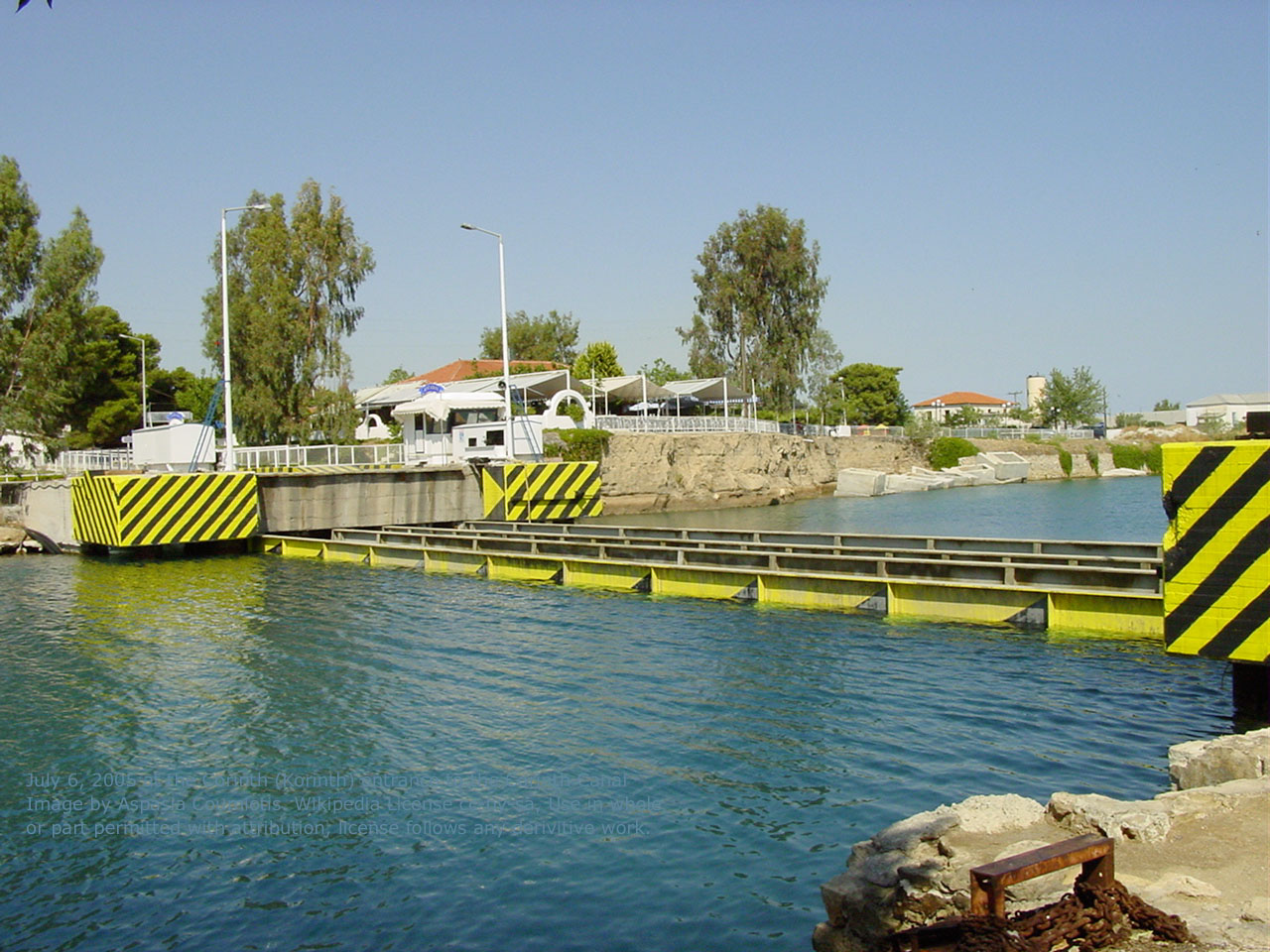
コリントス運河の橋 （→開閉の動き）

降開橋（こうかいきょう、Submersible bridge）は、可動橋の一種。橋桁を水面下に沈めることで船の通航を可能とするタイプのもので、橋桁部を持ち上げるタイプの可動橋（昇開橋）とは逆方向の下に橋桁を移動させるものである。ギリシャのコリントス運河の両端、イスタミアとコリントスの2か所に実例があり、それらは船が通過するときには水面下8メートルまで橋桁を下げることができる。ハワイの真珠湾にも軍艦通行時に橋桁の一部を下げ通行を可能とした橋がある、その時は一般の車は通行は出来ない。
昇開橋と比較したとき、降開橋には、河川の上に構造体を持たないため、「通過する船の高さ制限がない」という優位点がある。これは、高いマストを持つ帆船などを通過させる際には大きな利点となる。
なお、「潜水橋・沈下橋」は、水位上昇時に水面下となる高さに架けられた固定橋を意味する用語であり、可動橋の一種である降開橋とは全く異なるものである。ただし、このタイプの可動橋は極めて希少であり定訳語が存在しないことから、各種文献・Webなどでは多少の混乱が見られる。

#### 傾斜橋
傾斜橋（けいしゃきょう、Tilt bridge）は、橋桁を斜め方向に移動させる橋。ゲイツヘッド・ミレニアム橋のような、弓のように湾曲した橋桁が両端を軸に回転し、横に倒したやかんの取っ手を起こすようになったら船が通れるものを指す。
イギリスのニューカッスル・アポン・タイン市内に2001年に完成したゲイツヘッド・ミレニアム橋やベルギーブルッヘのスヘープスダレ橋が挙げられるが、全世界では数例しかない。

傾斜橋の稼働概念
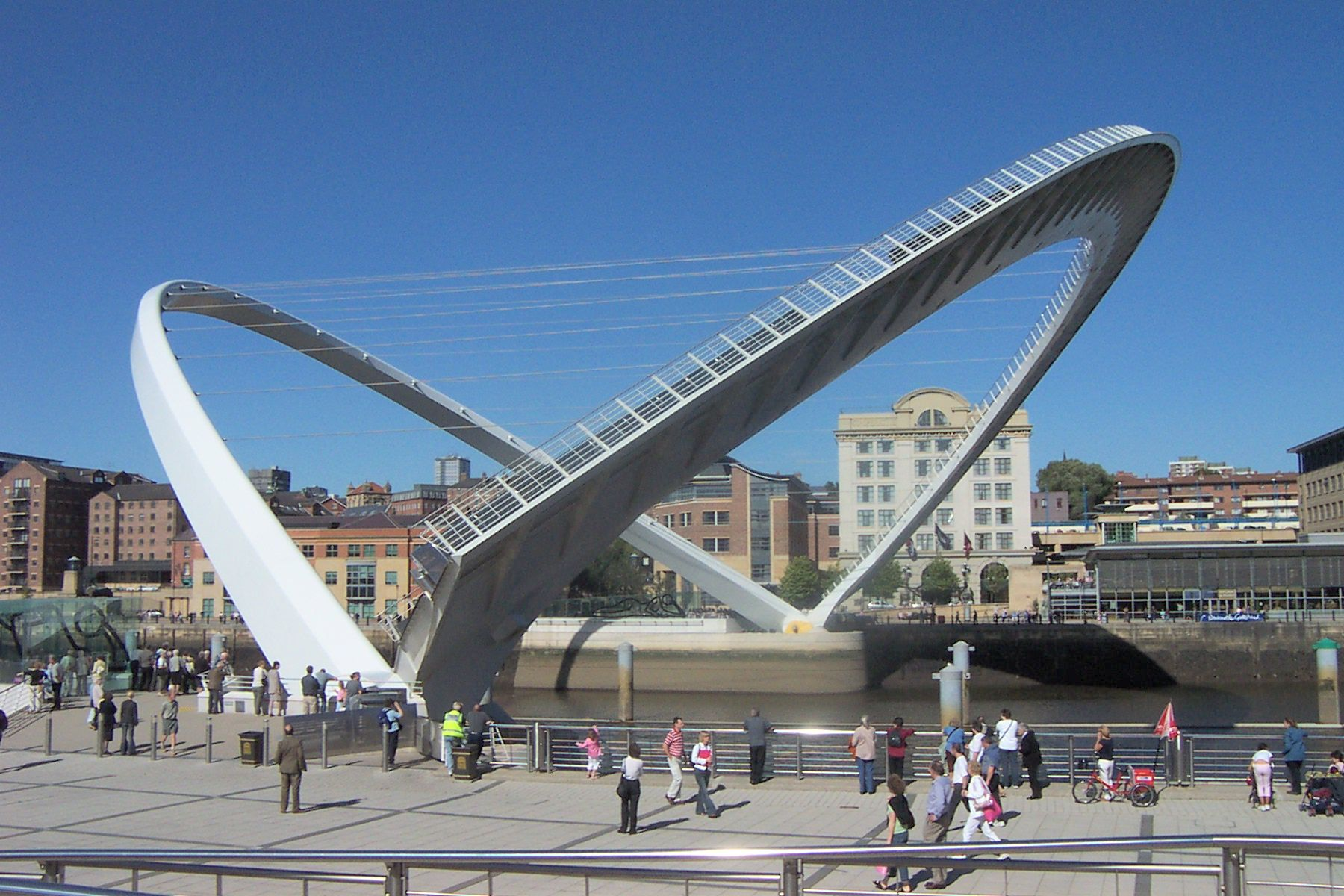
ゲイツヘッド・ミレニアム橋
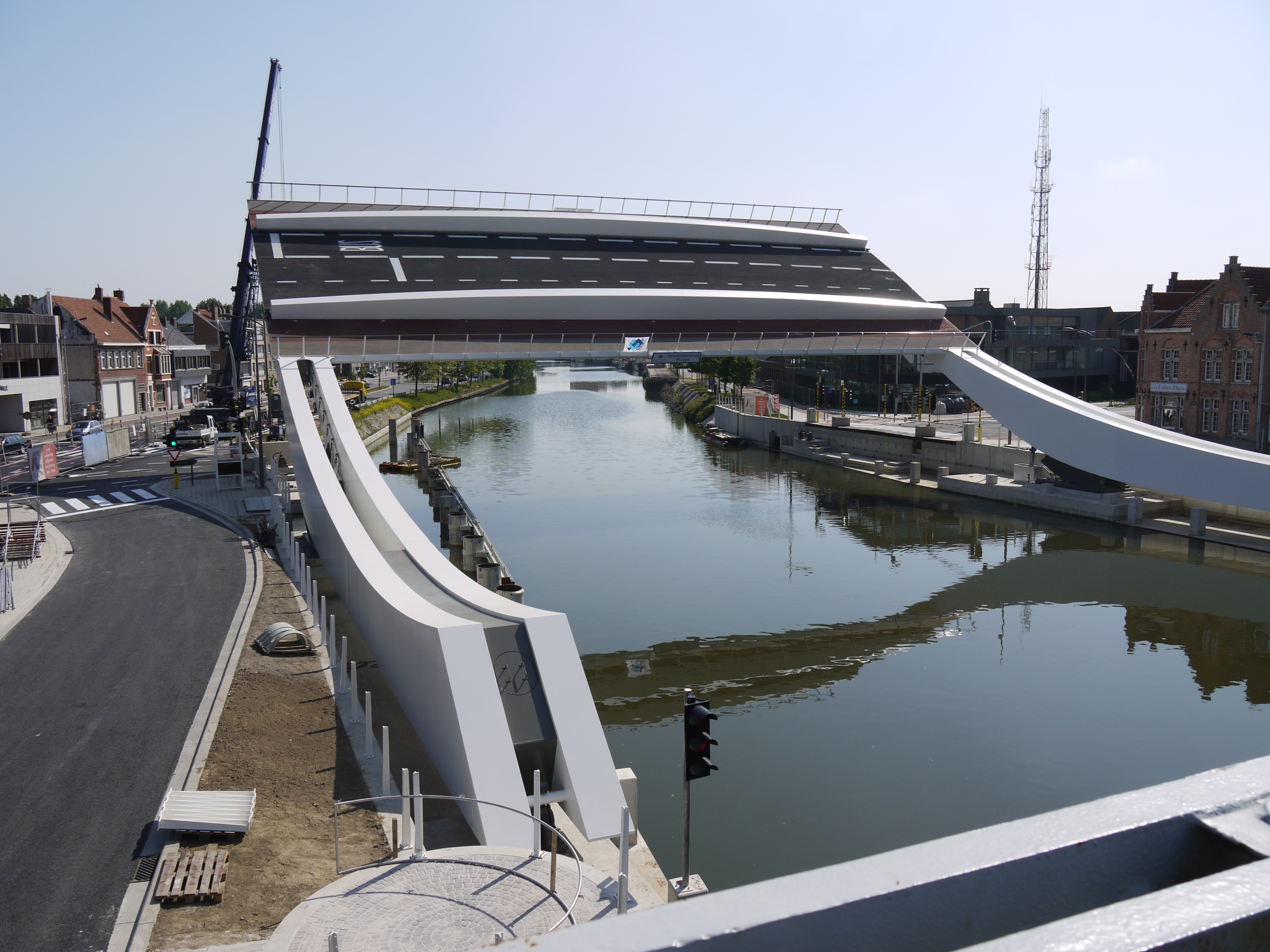
スヘープスダレ橋

#### 巻き上げ橋

巻き上げ橋の稼働概念
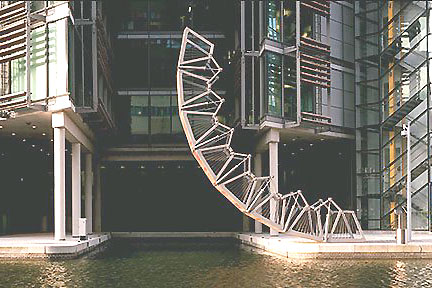
ザ・ローリング・ブリッジ （→開閉の動き）

巻き上げ橋（まきあげはし、Curling bridge）は、2010年現在、世界に一例だけ存在する。イギリスのロンドン市パディントンにあるザ・ローリング・ブリッジ（The Rolling Bridge）がこのタイプの可動橋で、2004年に作られた全長12メートルの歩道橋である。小埠頭へのボートの乗り入れのために可動橋とされた。2005年にはイギリス鉄鋼建築物賞を受賞している。

## 可動橋の一覧

### 日本
- アーバンゲートブリッジ（東京都江東区、2006年、跳開橋）
- 尼崎閘門の可動橋（兵庫県尼崎市、不明、旋回橋）
- 天橋立廻旋橋（京都府宮津市、1960年、旋回橋）
- 生地中橋（富山県黒部市、1981年、旋回橋）
- 内免橋（富山県高岡市、1989年、昇開橋）
- 江ノ浦橋（三重県紀北町、1992年、昇開橋）
- 大潟橋（秋田県大潟村、1965年、昇開橋）※可動廃止
- 御前浜橋（兵庫県西宮市、1999年、跳開橋）
- 加賀須野橋（徳島県徳島市、2014年、昇開橋）
- 勝鬨橋（東京都中央区、1940年、跳開橋）※可動廃止
- 河原子歩道橋（茨城県日立市、1969年、昇開橋）
- 旧的場橋（香川県三豊市、1931年、旋回橋）※可動廃止
- 櫻橋（岡山県玉野市、1976年、跳開橋）
- 新砂水門可動橋（東京都江東区、不明、旋回橋）
- 新住吉可動橋（三重県桑名市、2002年、旋回橋）
- 新生大橋（秋田県大潟村、1961年、跳開橋）※可動廃止
- 新大扇橋（神奈川県川崎市、1984年、跳開橋）
- 水門橋（山口県下関市、1982年、昇開橋）
- 末広橋梁（三重県四日市市、1931年、跳開橋）
- 住道新橋（大阪府大東市、不明、昇開橋）
- タカギ工場の可動橋（福岡県北九州市、不明、跳開橋）
- 玉重橋（三重県桑名市、1999年、昇開橋）
- 筑後川昇開橋（佐賀県佐賀市/福岡県大川市、1935年、昇開橋）
- 手結港可動橋（高知県香南市、2002年、跳開橋）
- 長浜大橋（愛媛県大洲市、1935年、跳開橋）
- 名古屋港跳上橋（愛知県名古屋市、1927年、跳開橋）※可動廃止
- 錦橋（山口県防府市、1950年、旋回橋）
- ハウステンボス橋梁群（長崎県佐世保市、1990年、跳開橋）
- 羽田可動橋（東京都大田区、1990年、旋回橋）※停止
- はねっこ橋（兵庫県神戸市、1992年、跳開橋）
- 東高洲橋（兵庫県尼崎市、1966年、跳開橋）
- 富士電機可動橋（神奈川県川崎市、不明、昇開橋）※可動廃止
- ブルーウイングもじ（福岡県北九州市、1992年、跳開橋）
- 本渡瀬戸歩道橋（熊本県天草市、1978年、昇開橋）
- 三池港閘門の可動橋（福岡県大牟田市、不明、引込橋）
- 水木歩道橋（茨城県日立市、1972年、昇開橋）
- 港大橋（兵庫県豊岡市、1967年、跳開橋）※可動廃止
- 御葦橋（愛知県蟹江町、1984年、跳開橋）
- 夢舞大橋（大阪府大阪市、2001年、旋回橋）
- 四谷下町歩道橋（神奈川県川崎市、1972年、昇開橋）※可動廃止
- ラブリッジ（青森県青森市、1993年、引込橋）
- 臨港橋（三重県四日市市、1991年、跳開橋）
- 和田旋回橋（兵庫県神戸市、1899年、旋回橋）※可動廃止